# Víctor Massuh
Víctor Massuh (San Miguel de Tucumán, 1924-2008) fue un filósofo argentino. Estudió en la Universidad Nacional de Tucumán donde obtuvo el título de Doctor en Filosofía. Fue criticado porque en plena dictadura aceptara dirigir el Departamento de Filosofía bajo el gobierno  del general Onganía, tras “la noche de los bastones largos”.
Fue profesor en las universidades de Buenos Aires y del Sur, y de la Escuela de Aviación Militar, Córdoba; decano de la Facultad de Filosofía y Humanidades de la Universidad Nacional de Córdoba; y miembro de la Carrera de Investigador en el CONICET, desde 1975. En los años 40 colaboró con artículos en castellano para el periódico quincenal La Tempestad, dirigido por su padre Yubrán Massuh. El Comité de la UNESCO estuvo presidido hasta fines de 1978 por el noruego Gunnar Garbo, a quien el entonces embajador argentino ante la Unesco, Víctor Massuh, acusó de tener una actitud inquisitiva y fiscalista respecto del gobierno de la Junta presidida por Jorge Rafael Videla, Massuh elaboró una lista de “delincuentes subversivos” vinculados a la Unesco y desarrolló una tarea de espionaje a intelectuales argentinos radicados en Francia.
Fue embajador del gobierno dictatorial durante el autodenominado Proceso de Reorganización Nacional ante la Unesco, organización de cuyo Consejo Ejecutivo fue miembro entre 1978 y 1983, y cuya presidencia ocupó entre 1980 y 1983. En 1984 fue galardonado con el Premio Konex de Platino en la disciplina Ensayo Filosófico. 
Durante la presidencia de Carlos Menem fue designado como embajador argentino en Bélgica, cargo que ocupó entre 1989 y 1995. Falleció el 18 de noviembre de 2008, a los 84 años de edad. 

## Obras
Publicó gran cantidad de artículos tanto en la Argentina como en el extranjero. Entre sus libros publicados se destacan los siguientes: 
- En torno a Rafael Barrett, Editorial La Raza, Tucumán, 1943.
- América como inteligencia y pasión, Fondo de Cultura Económica, México, 1955.
- El diálogo de las culturas, Universidad de Tucumán, 1956.
- Sentido y fin de la historia, Eudeba, Buenos Aires, 1963.
- El rito y lo sagrado, Editorial Columba, Buenos Aires, 1965.
- La libertad y la violencia, Sudamericana, Buenos Aires, 1968.
- Nietzsche y el fin de la religión, Sudamericana, Buenos Aires, 1969.
- Nihilismo y experiencia extrema, Sudamericana, Buenos Aires, 1975.
- La Argentina como sentimiento, Sudamericana, Buenos Aires, 1982.
- El llamado de la patria grande, Sudamericana, Buenos Aires, 1983.
- La flecha del tiempo, Emecé, Buenos Aires, 1990.
- Agonías de la razón, Emecé, Buenos Aires, 1994.
- Cara y contracara - ¿Una civilización a la deriva?, Emecé, Buenos Aires, 1999.